# 大津晴弘
大津 晴弘（おおつ はるひろ、1912年1月3日 - 1999年3月2日）は、日本の歯科医師、歯学博士（東京歯科大学）である。歯内療法の研究に熱心に取り組み、晩年に独自に発明したオピアン キャリア法は死腔のない根管充填を可能にした画期的な術式で、その後の日本における歯内療法の礎石を築いたことでよく知られている。

## 人物
宮崎県出身、幼少時代を東京で過ごし東京歯科医学専門学校卒業後中国に渡る。終戦後日本に戻り築地に診療所を開設。趣味は歯医者と言われるほど歯学の研究と治療に没頭した人生だった。良い意味で純粋、悪く言えば世間知らずの内弁慶で、50代くらいまでは、厳格で怖い人であった（三男、隆弘談）。患者さんには「治療代を請求しない先生」（私の街の歯医者さん1999年5月号追悼記事引用）として慕われていた。
謙虚で先輩後輩や肩書きに拘らず人に平等に接する人としても知られ、長身でスマートな体型のダンディーな容姿とともに内外問わず人望の厚い人物であった。
家では「やだー、やだー、やだー」という愚痴が多かったという意外な一面もある、研究が上手く進まなくて悩んでいるときに多かった（三男、隆弘氏談）。自宅の庭での薔薇の木の栽培は好きで行っていた。また、カエルの置物も好きで収集していた。
83歳まで現役で治療と後継者育成に専念し、晩年は熱海の療養施設で過ごす。４人の息子をもうけ、長男：一恭氏、三男：隆弘氏、四男：博司氏を歯科医として輩出。隆弘氏は銀座にオピアン・デンタル・オフィスを開業し、父親の意思をついでオピアンキャリア法の普及啓発に努めている。

## 経歴
- 1934年 東京歯科医学専門学校 卒業
- 1934年 大連市相馬歯科勤務
- 1935年 北京大学歯科医学系研究生
- 1942年 山西省立桐旭医学院副教授 同校附属病院歯科部長
- 1965年 保母研修同好会理事
- 1970年 大谷歯内療法研究会理事
- 1975年 オピアン キャリア法を発表
- 1977年 アメリカ歯内療法学会会員
- 1985年 日本歯内療法協会会長
- 1986年 「改良ガッタパーチャポイントを用いた根管形成理論に基づく根管充填法の研究」を提出（歯科学報別冊）
- 1987年 歯学博士（東京歯科大学）授与
- 1987年 日本顎咬合学会幹事
- 1987年 明海大学歯科臨床研究所 非常勤講師

## 主な著作
- 1989年 オピアン キャリア法 クインセッテンス出版株式会社 ISBN 978-4874172780